# Флінтвілл (Теннессі)
Флінтвілл (англ. Flintville) — переписна місцевість (CDP) в США, в окрузі Лінкольн штату Теннессі. Населення — 722 особи (2020).

## Географія
Флінтвілл розташований за координатами 35°3′37″ пн. ш. 86°24′59″ зх. д. / 35.06028° пн. ш. 86.41639° зх. д. (35.060165, -86.416468).  За даними Бюро перепису населення США в 2010 році переписна місцевість мала площу 13,79 км², уся площа — суходіл.

## Демографія
Згідно з переписом 2010 року, у переписній місцевості мешкало 627 осіб у 246 домогосподарствах у складі 180 родин. Густота населення становила 45 осіб/км².  Було 284 помешкання (21/км²).
Расовий склад населення:
| - 95,1 % — білих - 0,8 % — чорних або афроамериканців - 0,5 % — азіатів - 0,2 % — корінних американців - 1,3 % — осіб інших рас |

До двох чи більше рас належало 2,2 %. Частка іспаномовних становила 1,8 % від усіх жителів.
За віковим діапазоном населення розподілялося таким чином: 22,2 % — особи молодші 18 років, 65,8 % — особи у віці 18—64 років, 12,0 % — особи у віці 65 років та старші. Медіана віку мешканця становила 40,6 року. На 100 осіб жіночої статі у переписній місцевості припадало 95,3 чоловіків;  на 100 жінок у віці від 18 років та старших — 91,4 чоловіків також старших 18 років.
Середній дохід на одне домашнє господарство  становив 34 668 доларів США (медіана — 31 315), а середній дохід на одну сім'ю — 35 194 долари (медіана — 31 552). За межею бідності перебувало 20,4 % осіб, у тому числі 47,5 % дітей у віці до 18 років та 18,9 % осіб у віці 65 років та старших.
Цивільне працевлаштоване населення становило 280 осіб. Основні галузі зайнятості: освіта, охорона здоров'я та соціальна допомога — 23,2 %, мистецтво, розваги та відпочинок — 19,3 %, роздрібна торгівля — 18,2 %.